# Kommissar Dupin
Kommissar Dupin ist eine Kriminalfilmreihe der ARD mit Pasquale Aleardi in der Rolle des Commissaire Georges Dupin, die seit 2014 ausgestrahlt wird. Die Serie basiert auf den Romanen von Jörg Bong, die unter dem Pseudonym Jean-Luc Bannalec publiziert wurden. Alle bisher erschienenen Filme wurden an Originalschauplätzen in der Bretagne gedreht.

## Handlung
Der eigenwillige Commissaire Georges Dupin wird von Paris in die Bretagne nach Concarneau strafversetzt. Da er gewohnt ist, in der Großstadt zu leben, fällt es ihm schwer, sich in der westfranzösischen Provinz zurechtzufinden. Weil auch die Bretonen eigenwillig und Fremden gegenüber reserviert sind, muss er sich durch gute Ermittlungsarbeit Respekt verschaffen und lernen, sich an die Lebensgewohnheiten der Einheimischen anzupassen. Hierbei wird er auch von seiner Sekretärin Nolwenn unterstützt, die ihm Tipps zu den Eigenarten der Region und ihrer Einwohner gibt.
Im Verlauf der Serie steigt der Respekt seines neuen Umfelds, und er wird nicht mehr wie anfangs wie ein Tourist aus dem Ausland behandelt. Seine Pariser Herkunft lässt sich dennoch nicht immer verleugnen.

## Besonderheiten der Verfilmung

### Unterschiede zu den Büchern

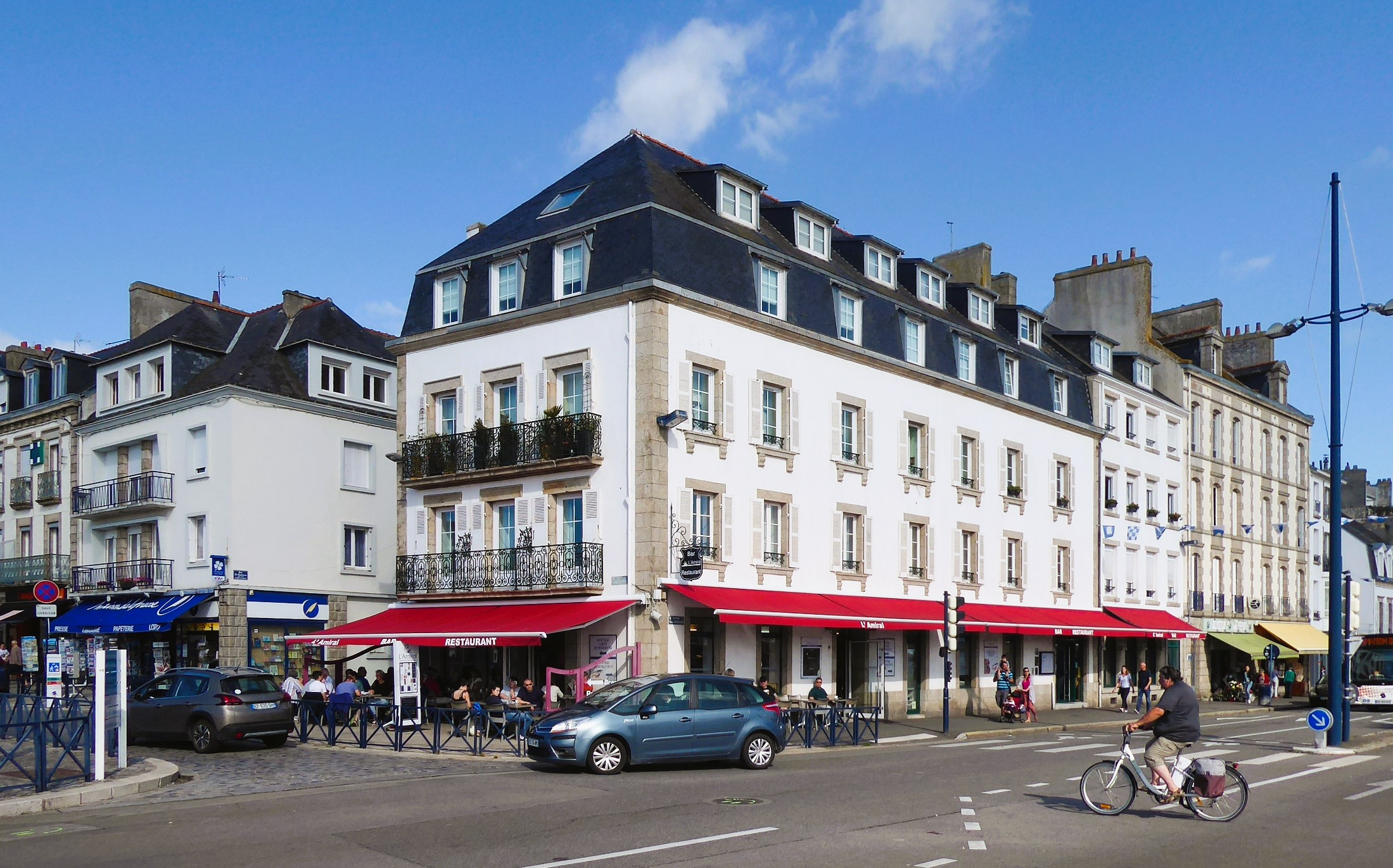
Das L'Amiral, Dupins Stammlokal in Concarneau

Die Figur des Kommissars ist in den Filmen völlig anders angelegt als in den Büchern. Während Dupin in der literarischen Vorlage zusehends „bretonisiert“ wird und eher behäbig ist, ist er in den Filmen ein neurotischer Großstädter und ein Fremder unter den Bretonen. In den Romanen hat er eine ausgeprägte Vorliebe für maritime Gerichte, in den Filmen dagegen eine (vermutlich eingebildete) Fischallergie. Auch die Assistenten des Kommissars sind anders dargestellt und eher als Karikaturen angelegt.

### Drehorte
Das Polizeipräsidium, das in den Episoden 1 und 2 zu sehen ist, ist in Wirklichkeit das Theater Centre des Arts de Concarneau (CAC). Auch die Innenaufnahmen mit Blick aufs Meer sind dort gedreht. In den Episoden 4 und 5 wurde als Polizeipräsidium in Concarneau das Gebäude der Chambre de commerce et d'industrie (Industrie- und Handelskammer) genutzt, in den Episoden 7, 8 und 10 der Pôle Nautique de la Croix. In weiteren Episoden dienten Gebäude in der Nähe der Hauptdrehorte als Polizeipräsidium, in Episode 3 im Hafen von La Turballe (Service Social Maritime), in Episode 6 in Trébeurden (Centre Philippe Joppé) und in Episode 9 in Saint-Malo (Palais du Grand-Large).    
Das z. B. in der Folge Bretonische Flut eingesetzte Polizeiboot Police Maritime ist die Meroe, ein von der Firma Finist'mer excursions eingesetztes Ausflugsboot.

## Besetzung
| Name                    | Schauspieler                                     | Bemerkungen                  | Folge          | Jahr            |
| ----------------------- | ------------------------------------------------ | ---------------------------- | -------------- | --------------- |
| Georges Dupin           | Pasquale Aleardi                                 | Commissaire                  | 1–             | 2014–           |
| Nolwenn                 | Annika Blendl Franziska Wulf                     | Sekretärin                   | 1–8 9, 11–     | 2014–2020 2021– |
| Riwal                   | Ludwig Blochberger                               | Inspecteur                   | 1–5 *          | 2014–2017       |
| Thierry Kadeg           | Jan Georg Schütte                                | Inspecteur                   | 1–             | 2014–           |
| Locmariaquer            | Udo Samel                                        | Präfekt                      | 4–5            | 2017            |
| Claire Chauffin / Dupin | Esther Zimmering Janina Rudenska Christina Hecke | Dupins Freundin bzw. Ehefrau | 2 4–5 6–8, 10– | 2014 2017 2018– |
| Nevou                   | Gisa Flake                                       | Gendarmin                    | 10–            | 2022–           |

* Die Figur des Inspektors Riwal kommt in den Verfilmungen nur bis zur fünften Folge vor, während er in den Romanen auch in den weiteren Krimis Bestandteil von Dupins Team ist.

## Episodenliste
| Nr. | Originaltitel             | Erstausstrahlung | Regie                  | Drehbuch                    | Zuschauer |
| --- | ------------------------- | ---------------- | ---------------------- | --------------------------- | --------- |
| 1   | Bretonische Verhältnisse  | 16. Apr. 2014    | Matthias Tiefenbacher  | Martin Ess, Gernot Gricksch | 3,94 Mio. |
| 2   | Bretonische Brandung      | 27. Nov. 2014    | Matthias Tiefenbacher  | Gernot Gricksch             | 4,70 Mio. |
| 3   | Bretonisches Gold         | 19. März 2015    | Thomas Roth            | Gernot Gricksch             | 4,34 Mio. |
| 4   | Bretonischer Stolz        | 2. März 2017     | Thomas Roth            | Clemens Murath              | 4,57 Mio. |
| 5   | Bretonische Flut          | 9. März 2017     | Thomas Roth            | Clemens Murath, Thomas Roth | 5,04 Mio. |
| 6   | Bretonisches Leuchten     | 1. März 2018     | Dagmar Seume           | Eckhard Vollmar             | 4,22 Mio. |
| 7   | Bretonische Geheimnisse   | 11. Apr. 2019    | Bruno Grass            | Eckhard Vollmar             | 4,63 Mio. |
| 8   | Bretonisches Vermächtnis  | 14. Mai 2020     | Bruno Grass            | Eckhard Vollmar             | 6,74 Mio. |
| 9   | Bretonische Spezialitäten | 6. Mai 2021      | Bruno Grass            | Eckhard Vollmar             | 7,16 Mio. |
| 10  | Bretonische Idylle        | 14. Apr. 2022    | Janis Rebecca Rattenni | Eckhard Vollmar             | 5,73 Mio. |
| 11  | Bretonische Nächte        | 20. Apr. 2023    | Holger Haase           | Eckhard Vollmar             | 5,87 Mio. |
| 12  | Bretonischer Ruhm         | 28. März 2024    | Holger Haase           | Eckhard Vollmar             | 6,61 Mio. |

## Internationale Ausstrahlung
Die Serie wird seit 2017 in Italien und seit 2018 in Frankreich ausgestrahlt.

## Running Gag
Neben humorvollen Elementen der Serie äußert sich ein Running Gag darin, dass die Fotosammlung Verdächtiger (zur Findung eines Gesamtbildes) nicht auf einer Tafel notiert wird, sondern dass Dupin irgendwelche Gegenstände (und sei es auf einem gedeckten Tisch) mit Schnüren und Fäden sowie daran gehängte Fotos versucht, zu einem Gesamtbild zu verspinnen. 

## DVD – Veröffentlichungen
- Folge 1–3 erschienen am 10. März 2016
- Folge 4–6 erschienen am 8. November 2018
- Folge 1–7 erschienen am 7. November 2019